# Зоны (Чечня)
Зоны (чечен. Зонах) — село в Шатойском районе Чечни. Является административным центром Зонинского сельского поселения.

## География
Село расположено на правом берегу реки Аргун, к северо-востоку от районного центра Шатой, на автодороге Грозный — Итум-Кали.
Ближайшие населённые пункты: на севере — село Дачу-Борзой, на северо-востоке — село Улус-Керт, на северо-западе — село Ярыш-Марды, на юго-западе — село Большие Варанды.

## История

### В древности
При раскопках в селении обнаружена пряжка «типа Исти-су» периода Кобанской культуры, учёные датируют её VI—V веками до нашей эры.

## Население
| 1990 | 2002 | 2010 | 2012 | 2013 | 2014 | 2015 |
| ---- | ---- | ---- | ---- | ---- | ---- | ---- |
| 580  | ↘254 | ↗352 | ↗631 | ↘381 | ↗392 | ↗393 |
| 2016 | 2017 | 2018 | 2019 | 2020 | 2021 | 2023 |
| ↗400 | ↗411 | ↗414 | ↗426 | ↗436 | ↗634 | ↗645 |
| 2024 |      |      |      |      |      |      |
| ↗652 |      |      |      |      |      |      |

## Образование
- Зонинская муниципальная основная общеобразовательная школа[19].